# Les mousquetaires au couvent
Les mousquetaires au couvent (título original en francés; en Idioma español, Los mosqueteros en el convento) es una opérette en tres actos con música de Louis Varney y libreto en francés de Jules Prével y Paul Ferrier, basado en un vodevil de Amable de Saint-Hilaire y Paul Duport del año 1835 titulado L'habit ne fait pas le moine ("El hábito no hace al monje"). Se estrenó en París en el Théâtre des Bouffes-Parisiens, el 16 de marzo de 1880, donde fue repuesta en una versión revisada el 2 de septiembre de 1880 y luego en 1883, 1896 y 1906. 
Fue la obra de más éxito de Varney y la única que ha conservado un sitio en el repertorio francés. Es una obra poco representada en la actualidad; en las estadísticas de Operabase aparece con sólo cuatro representaciones en el período 2005-2010, pero es la primera y más representada de Varney.

## Personajes
| Personaje                                           | Tesitura     | Reparto del estreno, 16 de marzo de 1880 (Director: ) |
| --------------------------------------------------- | ------------ | ----------------------------------------------------- |
| Vicomte Narcisse de Brissac                         | barítono     | Frédéric Achard                                       |
| Gontran de Solanges                                 | tenor        | Émile Marcelin                                        |
| Abbé Bridaine                                       | bajo         | Paul Hittemans                                        |
| Comte de Pontcourlay, gobernador de la Turena       | bajo         | Dequercy                                              |
| Marie de Pontcourlay                                | soprano      | A Louise Rouvroy                                      |
| Louise de Pontcourlay                               | soprano      | Élise Clary                                           |
| Simonne                                             | soprano      | Giulia Bennati                                        |
| La Supérieure de un convento de ursulinas           | mezzosoprano | Chevalier                                             |
| Soeur Opportune                                     |              | Becker                                                |
| Rigobert, de los mosqueteros del rey                | bajo         | Paul Jorge                                            |
| Pichard, dueño de la taberna ‘Au Mousquetaire Gris’ |              | Desmonts                                              |
| Primer monje                                        |              | Durand                                                |
| Segundo monje                                       |              | Charlet                                               |
| Jeanneton, una pupila                               |              | Lynnès                                                |
| Claudine, una pupila                                |              | Luther                                                |
| Margot, una pupila                                  |              | Bouland                                               |
| Agathe, una pupila                                  |              | Gabrielle                                             |
| Jacqueline                                          |              | Rivero                                                |
| Langlois                                            |              | Chambéry                                              |
| Farin                                               |              | Soumis                                                |
| Coro: Ciudadanos, mosqueteros, monjas               |              |                                                       |